# 대탈출
《대탈출》은 tvN에서 방영한 방탈출 장르의 텔레비전 프로그램이다. 시즌 1은 2018년 7월 1일부터 2018년 9월 23일까지 방영했으며 높은 퀄리티의 세트장 구조와 시나리오, 참신한 트릭 등으로 호평받았다. 2019년 3월 17일부터 2019년 6월 9일까지 시즌 2를 방영하였고 멤버 교체와 추가 영입 없이 전편의 출연자들이 모두 재출연했다. 한 시즌이 끝날 때마다 스페셜로 이용됐던 세트장들이 어떻게 지어졌는지와 미처 풀지 못하고 건너뛴 트릭들의 정답을 확인하는 등의 비하인드를 알려주는 SPECIAL 방송을 진행하였다. 2020년 3월 1일, 마찬가지로 멤버 교체 없이 시즌 3는 첫 방송을 했고 2020년 6월 14일 종영했다. 이후 2021년 7월 11일  시즌4로 컴백했다.
2021년 6월 10일 대탈출4의 출연진별 포스터가 공개되었다. 대탈출 시즌4는 2021년 7월 방송일 24시 40분에 처음 방송했으며, 2021년 10월 3일 종영을 했다.
2021년 10월 15일, 대탈출4 방영이 확정되었다.

## 출연
| 역대 | 출연진 | 날짜                             |
| ---- | ------ | -------------------------------- |
| 1대  | 강호동 | 2018년 7월 1일 ~ 현재            |
| 1대  | 유병재 | 2018년 7월 1일 ~ 현재            |
| 1대  | 김동현 | 2018년 7월 1일 ~ 현재            |
| 1대  | 신동   | 2018년 7월 1일 ~ 2021년 10월 3일 |
| 1대  | 김종민 | 2018년 7월 1일 ~ 2021년 10월 3일 |
| 1대  | 피오   | 2018년 7월 1일 ~ 2021년 10월 3일 |
| 2대  | 백현   | 2025년 ~ 현재                    |
| 2대  | 고경표 | 2025년 ~ 현재                    |
| 2대  | 여진구 | 2025년 ~ 현재                    |

## 에피소드

### 시즌 1
- 1~2회 : 사설 도박장
- 3~4회 : 폐 병원
- 5~6회 : 유전자 은행
- 6회~8회 : 악령 감옥
- 9~10회 : 벙커
- 11~12회 : 태양 여고
- 13회 : SPECIAL

### 시즌 2
- 1~2회 : 미래 대학교
- 3~4회 : 부암동 저택
- 5~6회 : 무간 교도소
- 7~8회 : 희망 연구소
- 9~10회 : 조마 테오 정신병원
- 11~12회 : 살인 감옥[6]
- 13회 : SPECIAL

### 시즌3
- 1~2회 : 타임머신 연구소
- 3~4회 : 좀비 공장
- 5~6회 : 어둠의 별장
- 대탈출 명장면 TOP 50[7]
- 7~8회 : 아차 랜드
- 9~10회 : 빵공장[8]
- 11~12회 : 백 투 더 경성[9]
- 13회 : SPECIAL[10]

### 시즌4
- 1회 ~2회 : 백 투 더 아한[11][12]
- 3회 ~ 4회 : 럭키 랜드[13]
- 5회 ~ 6회 : 적송 교도소[14][15]
- 7회 ~ 8회 : 크레이지 하우스[16]
- 9회 ~ 10회 : 제 3공업단지[17][18]
- 11회 ~ 12회 : 하늘에 쉼터[19][20]
- 13회 : SPECIAL[21]

## 수상
- 제 56회 백상예술대상 TV부분 예술상 장연옥 미술감독 수상[22]

## 시청률

### 시즌1
| 회차 | 방송일   | TNmS 시청률    | AGB 시청률     |
| 회차 | 방송일   | 대한민국(전국) | 대한민국(전국) |
| ---- | -------- | -------------- | -------------- |
| 1    | 7월 1일  | 1.6%           | 1.4%           |
| 2    | 7월 8일  | 1.7%           | 1.6%           |
| 3    | 7월 15일 | 2.1%           | 1.8%           |
| 4    | 7월 22일 | 1.9%           | 1.6%           |
| 5    | 7월 29일 | 2.0%           | 1.7%           |
| 6    | 8월 5일  | 2.2%           | 1.8%           |
| 7    | 8월 12일 | 2.3%           | 1.9%           |
| 8    | 8월 19일 | 1.8%           | 1.6%           |
| 9    | 8월 26일 | 2.4%           | 2.2%           |
| 10   | 9월 2일  | 2.6%           | 2.1%           |
| 11   | 9월 9일  | 2.5%           | 2.2%           |
| 12   | 9월 16일 | 2.3%           | 2.0%           |
| 13   | 9월 23일 | 1.8%           | 1.1%           |

### 시즌2
| 회차 | 방송일   | TNmS 시청률    | AGB 시청률     |
| 회차 | 방송일   | 대한민국(전국) | 대한민국(전국) |
| ---- | -------- | -------------- | -------------- |
| 1    | 3월 17일 | %              | 2.5%           |
| 2    | 3월 24일 | %              | 2.0 %          |
| 3    | 3월 31일 | %              | 1.9 %          |
| 4    | 4월 7일  | %              | 1.7 %          |
| 5    | 4월 14일 | %              | 2.0 %          |
| 6    | 4월 21일 | %              | 1.8 %          |
| 7    | 4월 28일 | %              | 1.5 %          |
| 8    | 5월 5일  | %              | 2.0 %          |
| 9    | 5월 12일 | %              | 1.7 %          |
| 10   | 5월 19일 | %              | 1.9 %          |
| 11   | 5월 26일 | %              | 1.8 %          |
| 12   | 6월 2일  | %              | 2.9 %          |
| 13   | 6월 9일  | %              | 1.7 %          |

### 시즌3
| 회차          | 방송일   | TNmS 시청률    | AGB 시청률     |
| 회차          | 방송일   | 대한민국(전국) | 대한민국(전국) |
| ------------- | -------- | -------------- | -------------- |
| 1             | 3월 1일  | %              | 2.740%         |
| 2             | 3월 8일  | %              | 2.333%         |
| 3             | 3월 15일 | %              | 2.267%         |
| 4             | 3월 22일 | %              | 2.272%         |
| 5             | 3월 29일 | %              | 3.051%         |
| 6             | 4월 5일  | %              | 2.958%         |
| 명장면 T0P 50 | 4월 12일 | %              | 1.345%         |
| 7             | 5월 3일  | %              | 2.705%         |
| 8             | 5월 10일 | %              | 2.566%         |
| 9             | 5월 17일 | %              | 2.633%         |
| 10            | 5월 24일 | %              | 2.717%         |
| 11            | 5월 31일 | %              | 2.570%         |
| 12            | 6월 7일  | %              | 2.528%         |
| SPECIAL       | 6월 14일 | %              | 1.748%         |

### 시즌4
| 회차    | 방송일   | TNmS 시청률    | AGB 시청률     |
| 회차    | 방송일   | 대한민국(전국) | 대한민국(전국) |
| ------- | -------- | -------------- | -------------- |
| 1       | 7월 11일 | 2.830%         | 2.828%         |
| 2       | 7월 18일 | %              | 1.949%         |
| 3       | 7월 25일 | %              | 2.003%         |
| 4       | 8월 1일  | %              | 1.954%         |
| 5       | 8월 8일  | %              | 2.001%         |
| 6       | 8월 15일 | %              | 2.289%         |
| 7       | 8월 22일 | %              | 2.087%         |
| 8       | 8월 29일 | %              | 2.110%         |
| 9       | 9월 5일  | %              | 2.242%         |
| 10      | 9월 12일 | %              | 2.272%         |
| 11      | 9월 19일 | %              | 2.581%         |
| 12      | 9월 26일 | %              | 1.976%         |
| SPECIAL | 10월 3일 | %              | 1.595%         |

## DTCU
DTCU는 '대탈출 유니버스(DaeTalChul Universe)'의 줄임말로, CJ E&M의 대탈출, 여고추리반 등 정종연 PD가 제작한 추리 예능이 포함된 브랜드이다.
대탈출은 정종연 PD가 제작한 추리 예능 중 가장 인지도가 높아 이 브랜드로 여고추리반, 정종연 PD의 과거 연출작 등 다른 예능들을 결합해 연출할 것이라고 말했다.
DTCU는 대탈출 출연진들을 기반으로 게임을 제작해 내놓을 예정이다.